# Granat DM 51
DM 51 – niemiecki granat uniwersalny. Granat zbudowany jest z trzech części:
- zapalnika
- granatu zaczepnego
- nakładki odłamkowej.

Został opracowany przez firmę Diehl. Granat zaczepny ma postać cylindra z tworzywa sztucznego wypełnionego pentrytem. Granat obronny otrzymuje się po połączeniu granatu zaczepnego z nakładką z tworzywa sztucznego z zatopionymi prefabrykowanymi odłamkami mającymi postać stalowych kulek o średnicy 2 – 2,3 mm. Uzbrojony w zapalnik czasowy pirotechniczny DM 82, działający ze zwłoką 3-5 s. Odłamki granatu z odległości 3 m przebijają blachę duralową 2 mm z gęstością rażenia 83 przebicia na m², a deskę sosnową 25 mm przebijają z odległości 4 m z gęstością rażenia 50 przebić na m².